# Маузолеј владике Данила на Орловом кршу
Маузолеј владике Данила на Орловом кршу посвећен је црногорском владици Данилу Петровићу, оснивача новог Цетињског манастира и династије Петровић Његош. Подигнут је поводом прославе двестогодишњице династије Петровић Његош, 1896. године. Маузолеј је изграђен на Орловом кршу, брежуљку на југозападном делу Цетињског поља, који доминира југозападним делом Цетиња, а са ког се пружа поглед на старо језгро некадашње црногорске престонице и читав ловћенски масив. Маузолеј данас представља туристичку атракцију, а деценијама је омиљено излетиште локалног становништва.
Маузолеј владике Данила на Орловом кршу је један од најзначајнијих споменика непокретне културне баштине у историјском језгру Цетиња. То је први сачувани јавни споменик на Цетињу.

## Историја
Крајем седамдесетих и почетком осамдесетих година 20. века у непосредној близини маузолеја пронађени си остаци старе керамике, што сведочи о томе да је ово место било интересантно и у далекој прошлости. Ови артефакти данас се чувају у Народном музеју Црне Горе.
Након окончања рата са Османским царством 1853. године књаз Данило је одлучио да пренесе посмртне остатке родоначелника династије Петровић Његош, митрополита Данила са тадашње аустријске територије. Владика Данило је сахрањен 11. јануара 1735. у манастиру Подмаине, поред Будве. Књаз Данило је послао комисију која је, уз сагласност аустријских власти, пронашла гроб и пренела Владичине кости у Цетињски манастир 16. јуна 1853. године. Руководећи се жељом владике Данила, књаз Никола је одлучио да подигне маузолеј на Орловом кршу. Подизање споменика „у знак слободе и независности Црне Горе” најављено је 1871. а споменик је изграђен 1896. године, поводом обележавања 200 година владавине династије Петровић Његош. Подигнут је на месту гдје је и књаз Данило желео да га постави. Овим чином, како је написано, књаз Данило је учврстио култ династије Петровић.
Маузолеј је саграђен по идеји књажеве кћерке Јелене, будуће италијанске краљице, која је урадила макету за споменик. Како пише у Гласу Црногорца од 6. октобра исте године, „пројекат је реализован по нацрту Њезина Височанства књагињице Јелене и  по настојању г. инђињера Радовића”. У историјским изворима се такође наводи да су у пројекту учествовали француски архитекти Фруше и вајар Вотијер, у чијем атељеу је радио и српски уметник Ђорђе Јовановић. Године 1957. године проглашен је за културно добро. Ступањем на снагу новог статута Народног музеја Црне Горе из 2012. године овај споменички комплекс од изузетне важности ушао је, заједно са Његошевим маузолејом на Ловћену и дворском црквом на Ћипуру, у састав Историјског музеја Црне Горе.

## Изградња маузолеја
Архитектонску разраду пројекта урадио је француски архитекта Фруше (Frusher), радовима је руководио инжењер Андрија Радовић, док су мајстори који су градили маузолеј били са Корчуле и из Црне Горе. Маузолеј је изведен од камена са Љубовића.

## Изглед маузолеја
Споменик је подигнут на вештачко формираном платоу, уређеном у виду малог парка, на његовој самој ивици у североисточном углу, како би био јасно видљив из града. Својим успелим архитектонским решењима споменик је готово срастао са Орловим кршем, чинећи га препознатљивим и доминантним симболом града Цетиња. Ово је ретко успешан спој архитектуре и пејзажа. Елегантно и профињено, без претеране монументалности, споменик заједно са околним парком представља врло је атрактиван видиковац. До платоа са спомеником води асфалтни пут, трасиран са југозападне стране Орлова крша, у близини Цетињског манастира.
Монументални камени саркофаг, са високо постављеним крстом на широкој чеоној каменој плочи са натписом, лежи на пространом каменом постаменту, издигнутом на три степеника. На горњој плочи саркофага рељефно су постављени симболи световне и духовне власти владике Данила. На бочним странама налазе се стилизовани украси и симболи: крст, круг и цвет. На источној страни, у кружном медаљону, уметнут је бронзани рељеф владичине главе у профилу.
Над саркофагом, ослоњен на четири витка стуба, уздиже се балдахин који представља небески свод, дочаран већим бројем гипсаних, златно обојених звездица на плавој основи. Балдахин се на стубове ослања помоћу четири вишеструко профилисана лука, у чијим се центрима, на кључним каменовима, налазе рељефне представе разлицитих грбова: државног, породичног и владичанског. Гипсаним ребрима, који су украшени стилизованим цветовима, свод је подељен на четири сегмента у чијем се центру налази већа розета.
- Саркофаг
- Натпис и украс на саркофагу
- Кружни медаљон са бронзаним рељефом владичине главе у профилу
- Свод балдахина са представом небеског свода
- Уређени прилаз маузолеју

## Реконструкцијe
Споменик је оправљан 1937, је су га "време и непогоде" много оштетили. Прва структурна санација маузолеја извршена је 1985. године, када су отклоњене последице земљотреса из 1979.. Друга реконструкција почела је у августу 2010. а завршена је 2011. године. Mаузолеј је био у лошем стању, нарочито пошто је био украден бронзани кров, што је убрзало његово пропадање.

## Маузолеј на поштанској марки
Године 2014. Пошта Црне Горе објавила је пригодну поштанску марку са мотивом маузолеја владике Данила на Орловом кршу и коверту првог дана, у оквиру серије „Историјска баштина 2014”. Аутор идејног решења је Зоран Поповић, графички дизајнер из Подгорице.